# Consejería de Justicia y Calidad Democrática
La consejería de Justicia y Calidad Democrática es una de las consejerías del Gobierno de Cataluña 2024-2028. Esta consejería fue creada en 1980 y fue restructurada el 12 de agosto de 2023. Su predecesora fue la Consejería de Justicia, Derechos y Memoria. Su actual consejero es Ramon Espadaler.

## Competencias
El DECRETO 21/2021, del 12 de agosto, de creación, denominación y determinación del ámbito de competencia de los departamentos de la Administración de la Generalidad de Cataluña, establece las competencias de las distintas consejerías de la Generalidad de Cataluña.
Son competencia de esta Consejería las funciones relacionadas con la Administración de Justicia en Cataluña y su modernización, así como los servicios penitenciarios, la reinserción y la justicia juvenil. Además, competencias sobre la conservación, la actualización y el desarrollo del derecho civil de Cataluña. También debe regular las asociaciones, las fundaciones, los colegios profesionales y las academias, así como los notarios y registradores. Esta Consejería tiene la tarea de desarrollar y promocionar medios alternativos de resolución de conflictos. Además, se encarga de las relaciones de la Generalidad de Cataluña en asuntos religiosos y en asuntos relacionados con la memoria democrática. Quedan adscritos a la Consejería de Justicia el Centro de Estudios Jurídicos y Formación Especializada y el Centro de Historia Contemporánea.

## Consejeros
| Consejería                     | Titular      | Titular                         | Periodo                                 | Periodo                                 | Partido       | Partido | Generalitat | Generalitat                | Generalitat |
| Consejería                     | Titular      | Titular                         | Inicio                                  | Fin                                     | Partido       | Partido | Gobierno    | Presidente                 | Presidente  |
| ------------------------------ | ------------ | ------------------------------- | --------------------------------------- | --------------------------------------- | ------------- | ------- | ----------- | -------------------------- | ----------- |
| Justicia                       |              | Ignasi de Gispert               | 8 de mayo de 1980                       | 24 de agosto de 1982                    |               | UDC     | Pujol I     | Jordi Pujol                |             |
| Justicia                       |              | Agustí Bassols                  | 24 de agosto de 1982                    | 9 de mayo de 1986                       |               | UDC     | Pujol I     | Jordi Pujol                |             |
| Justicia                       | Pujol II     | Agustí Bassols                  | 24 de agosto de 1982                    | 9 de mayo de 1986                       |               | UDC     |             | Jordi Pujol                |             |
| Justicia                       |              | Joaquim Xicoy                   | 9 de mayo de 1986                       | 4 de julio de 1988                      |               | UDC     |             | Jordi Pujol                |             |
| Justicia                       |              | Agustí Bassols                  | 4 de julio de 1988                      | 22 de diciembre de 1992                 |               | UDC     | Pujol III   | Jordi Pujol                |             |
| Justicia                       | Pujol IV     | Agustí Bassols                  | 4 de julio de 1988                      | 22 de diciembre de 1992                 |               | UDC     |             | Jordi Pujol                |             |
| Justicia                       |              | Antoni Isac                     | 22 de diciembre de 1992                 | 1 de febrero de 1995                    |               | UDC     |             | Jordi Pujol                |             |
| Justicia                       |              | Núria de Gispert                | 1 de febrero de 1995                    | 20 de diciembre de 2003                 |               | UDC     |             | Jordi Pujol                |             |
| Justicia                       | Pujol V      | Núria de Gispert                | 1 de febrero de 1995                    | 20 de diciembre de 2003                 |               | UDC     |             | Jordi Pujol                |             |
| Justicia e Interior            | Pujol VI     | Núria de Gispert                | 1 de febrero de 1995                    | 20 de diciembre de 2003                 |               | UDC     |             | Jordi Pujol                |             |
| Justicia                       |              | Josep Maria Vallès i Casadevall | 20 de diciembre de 2003                 | 29 de noviembre de 2006                 |               | CPC     | Maragall    | Pasqual Maragall           |             |
| Justicia                       |              | Montserrat Tura i Camafreita    | 29 de noviembre de 2006                 | 29 de noviembre de 2010                 |               | PSC     | Montilla    | José Montilla              |             |
| Justicia                       |              | Pilar Fernández i Bozal         | 29 de noviembre de 2010                 | 24 de diciembre de 2012                 |               | CDC     | Mas I       | Artur Mas                  |             |
| Justicia                       |              | Germà Gordó Aubarell            | 24 de diciembre de 2012                 | 11 de enero de 2016                     |               | CDC     | Mas II      | Artur Mas                  |             |
| Justicia                       |              | Carles Mundó                    | 11 de enero de 2016                     | 27 de octubre de 2017                   |               | JxSÍ    | Puigdemont  | Carles Puigdemont          |             |
| Justicia                       |              | Rafael Catalá Polo              | Aplicación del artículo 155 en Cataluña | Aplicación del artículo 155 en Cataluña |               | PP      | Rajoy II    | Soraya Sáenz de Santamaría |             |
| Justicia                       |              | Ester Capella i Farré           | 2 de junio de 2018                      | 26 de mayo de 2021                      |               | ERC     | Torra       | Joaquim Torra              |             |
| Justicia                       | Aragonès (e) | Ester Capella i Farré           | 2 de junio de 2018                      | 26 de mayo de 2021                      | Pere Aragonès | ERC     |             |                            |             |
| Justicia                       |              | Lourdes Ciuró                   | 26 de mayo de 2021                      | 10 de octubre de 2022                   | Pere Aragonès |         | JxCat       | Aragonès                   |             |
| Justicia, Derechos y Memoria   |              | Gemma Ubasart                   | 10 de octubre de 2022                   | 12 de agosto de 2024                    | Pere Aragonès |         | ECP         | Aragonès                   |             |
| Justicia y Calidad Democrática |              | Ramon Espadaler                 | 12 de agosto de 2024                    | En el cargo                             |               | UpA     | Illa        | Salvador Illa              |             |